# Asiatische Pestwurz

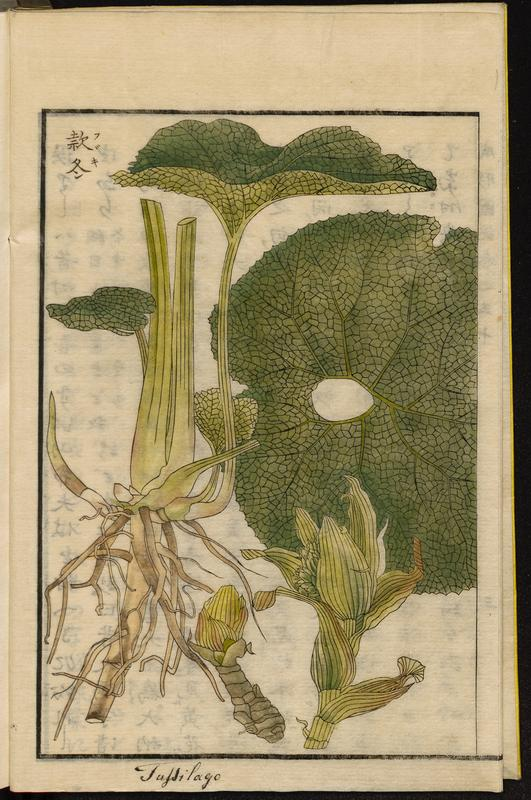
Petasites japonicus, Illustration aus der japanischen Pflanzen-Enzyklopädie Seikei Zusetsu (1804)

Die Asiatische Pestwurz (Petasites japonicus), auch bekannt als Riesenblättrige Pestwurz oder Fuki, ist eine  krautige, mehrjährige Pflanze aus der Familie der Asteraceae. Sie ist in China, Japan, Korea und Sachalin heimisch und wurde in Europa und Nordamerika eingeführt. Sie wurde von japanischen Einwanderern in den Süden British Columbias in Kanada eingeführt.
Sie ist zweihäusig, wobei männliche und weibliche Blüten auf getrennten Individuen gebildet werden. Gelegentlich gibt es morphologisch zwittrige (aber funktionell sterile) Blüten.

## Verwendung als Lebensmittel
Die traditionelle Zubereitungsmethode des Gemüses besteht in der Vorbehandlung mit Asche oder Backpulver und dem Einweichen in Wasser, um ihm die Rauheit (Adstringenz) zu nehmen. Diese Technik trägt den Namen 灰汁抜き aku-nuki, deutsch ‚Entfernung des rauhen Geschmacks‘. Die Triebe können gehackt und unter Rühren mit Miso gebraten werden, um fuki-miso herzustellen, das als Relish verwendet wird, das zu den Mahlzeiten dünn über heißen Reis verteilt wird. Die knollenartigen Sprossen werden auch frisch geerntet und als Tempura frittiert. In Korea werden sie gedämpft oder gekocht und dann gepresst, um das Wasser zu entfernen. Für die Zubereitung von Namul wird Sesamöl oder Perillaöl hinzugefügt.

## Giftigkeit
Wie andere Petasites-Arten enthält Fuki Pyrrolizidinalkaloide (PAs), die mit kumulativen Schäden an der Leber und Tumorbildung in Verbindung gebracht werden. Es enthält auch das krebserregende PA Petasitenin. Die Konzentration der  hepatotoxischen PAs kann durch ein geeignetes Extraktionsverfahren auf eine Konzentration unterhalb der Nachweisgrenze reduziert werden.

## Folklore

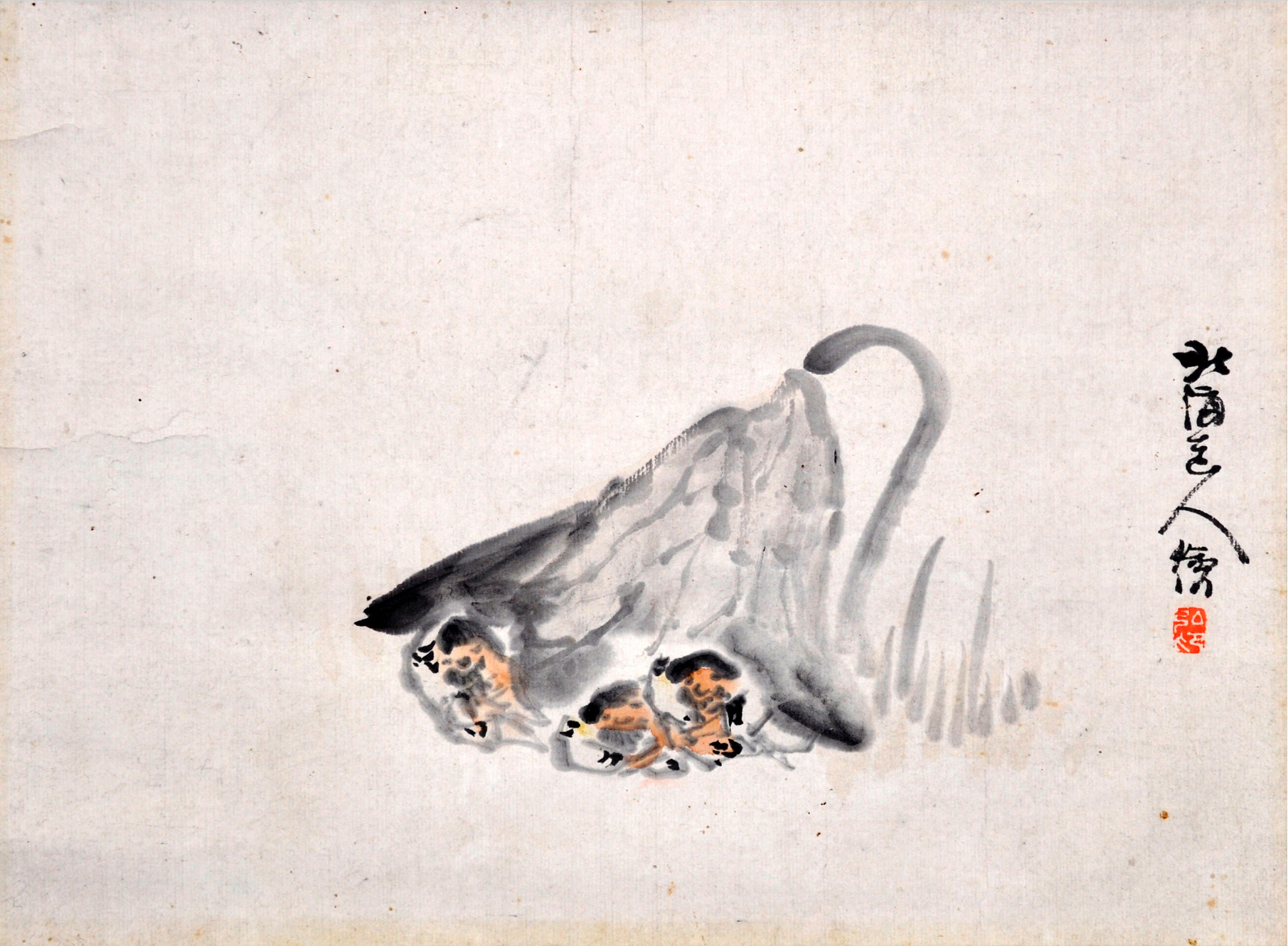
"蕗下コロポックル人の図" von Matsuura Takeshiro (Hakodate City Museum)

Die Ainu bezeichnen die früheren Bewohner von  Ezo als Korpokkur oder „Menschen, die unter der Erde wohnten“; der Name kann auch als "Menschen unter dem Fuki" interpretiert werden, und so werden sie in der Kunst und Mythologie gerne mit Fuki-Blättern in Verbindung gebracht. Fantastischere Darstellungen der Korpokkur zeigen sie als winzige, feenartige Wesen, die klein genug sind, um die Blätter als Dächer oder Regenschirme zu benutzen.